# Bowling Green (Ohio)
Bowling Green è una località degli Stati Uniti d'America, capoluogo della contea di Wood, nello Stato dell'Ohio.